# Моми (Охајо)
Моми (енгл. Maumee) град је у америчкој савезној држави Охајо.

## Демографија
По попису из 2010. године број становника је 14.286, што је 951 (-6,2%) становника мање него 2000. године.
| Група             | 2000.          | 2010.          |
| Белци             | 14.568 (95,6%) | 13.223 (92,6%) |
| Афроамериканци    | 160 (1,1%)     | 255 (1,8%)     |
| Азијати           | 109 (0,7%)     | 132 (0,9%)     |
| Хиспаноамериканци | 277 (1,8%)     | 481 (3,4%)     |
| Укупно            | 15.237         | 14.286         |